# Anthicus biguttulus
Anthicus biguttulus là một loài bọ cánh cứng trong họ Anthicidae. Loài này được LeConte miêu tả khoa học năm 1851.